# Robert Satcher
Robert Lee Satcher Jr. est un astronaute américain né le 22 septembre 1965 à Hampton.

## Vols réalisés
Il réalise son premier vol en novembre 2009 comme spécialiste de mission avec la mission STS-129 de la navette spatiale Atlantis. Pendant ce vol, il réalise 2 sorties extravéhiculaires.

## Honneur
L'astéroïde (108097) Satcher a été nommé en son honneur le 27 janvier 2021, dans la Minor Planet Circular no 128944.